# Daranitz
Daranitz, sorbisch Torońcaⓘ, ist ein Ortsteil der Gemeinde Kubschütz im sächsischen Landkreis Bautzen. Es zählt zum offiziellen sorbischen Siedlungsgebiet in der Oberlausitz.

## Geographie
Der Weiler befindet sich südöstlich von Bautzen am Fuße des Mehltheuerberges. Daranitz besteht lediglich aus wenigen Gehöften. Nördlich führt die Eisenbahnstrecke von Bautzen nach Löbau vorbei.

## Geschichte
Die erste Erwähnung des Bautzener Ratsdorfes „Torgenitz“ erfolgte 1534. Wahrscheinlich leitet sich der Ortsname vom slawischen Personennamen „Torgon“ her. Im Bautzener Gerichtsbuch von 1599 wurde ein Gut „Darentz“ genannt. Die Bewohner des Ortes zahlten um 1800 ein Schutzgeld an das Bautzener Spital zum heiligen Geist. Ab 1844 erfolgte der Bau der Eisenbahn von Bautzen nach Löbau durch die Hügel zwischen Binnewitzer Wasser und Albrechtsbach. 
Im Jahre 1936 wurde Daranitz nach Rabitz eingemeindet. Mit diesem zusammen erfolgte 1950 die Eingemeindung nach Jenkwitz. Seit 1994 gehört das Dorf zur Gemeinde Kubschütz.
Das älteste erhaltene Bauerngehöft stammt von 1853, unterhalb des Fachwerkobergeschosses sind zwei Kanonenkugeln aus der Schlacht bei Bautzen eingemauert.

## Bevölkerung und Sprache
Für seine Statistik über die sorbische Bevölkerung in der Oberlausitz ermittelte Arnošt Muka in den achtziger Jahren des 19. Jahrhunderts eine Bevölkerungszahl von 38 Einwohnern; darunter waren 36 Sorben und zwei Deutsche. Der Sprachwechsel zum Deutschen erfolgte in Daranitz in der ersten Hälfte des 20. Jahrhunderts. Seither ist die Zahl der Sorbisch-Sprecher stetig zurückgegangen.